# Шараф аль-Кырыми
Шараф ад-Дин бин Камаль ад-Дин бин Хасан бин Али аль-Кырыми, Шараф ад-Дин аль-Кырыми, бин Шараф Камаль аль-Кырыми (2-я пол. XIV века, Крым — 1440, Османская империя) — исламский средневековый ученый, правовед и философ, один из первых исламских авторов крымского происхождения.

## Биография
Родился во 2-й пол. XIV века в Крыму, где и получил образование. Среди учителей упоминается выходец из Центральной Азии, который в 1402—1404 посетил Крым, Хафиз ад-Дин Мухаммад аль Баззази (известный также как ибн аль-Баззаз) и предоставил аль-Кырыми иджаза (разрешение на преподавание).
Около 1407 совершил хадж в течение которого подготовил свою единственную пока найденную работу Шарх Манар аль-Анвар, что является толкованием труда центральноазиатского теолога и юриста Абу ль-Бараката ан-Насафи (умер в 1310) Манар аль-Анвар фи Усул аль-Фикг «Маяк светочей в науке об основах права».
Не ранее 1420-х переехал в Османскую империю, где был приветливо встречен при дворе Мурада II и прожил до своей смерти в 1440 году.

## Ученики
- Ахмад аль-Кырыми (умер в 1457)

## Работы
- Шарх Манар аль-Анвар («Комментарий к „маяку“ светочей»), 1407, сохранилось как минимум 9 рукописей.
- Супракомментарий к толкованию труда «Вероучительные принципы» (Аль-Ака'ид), заключённое персидским богословом Сад ад-дин ат-Тафтазани (1322—1390), не найдена.